# Textadept
Textadept是一个为计算机编程而设计的自由软件极简文本编辑器。它以MIT許可證发布，用C和Lua编写而成，并通过Lua进行扩展。 在终端窗口运行时，可以使用图形用户界面或文本用户界面。Textadept使用Scintilla编辑组件。Textadept的开发者把Textadept用到的Scintilla的curses包装库分离了出来供大家使用。 图形和终端类型都可选择使用LuaJIT进行即時編譯。不再推荐使用JIT版本，因为JIT版本过去提供的速度优势在版本6.1之后不再显著。
与Emacs一样，Textadept是可扩展的；Lua API可以访问程序的任何子系统。尽管如此，开发人员表示，他的目标之一是C部分不超过2000行代码，而Lua部分永远不会超过4000行代码。在图形界面中运行时，Textadept故意不保存窗口大小或位置，将此留给窗口管理器去控制。